# Девочка из города
«Девочка из города» — повесть советской писательницы Любови Воронковой, рассказывающая о девочке по имени Валентинка, осиротевшей в годы Великой Отечественной войны, которую приняла в свою семью простая деревенская женщина. Это одно из ранних произведений Воронковой, опубликованное в 1943 году. Оно приобрело большую популярность, выдержало десятки изданий, переведено на иностранные языки и экранизировано в 1984 году.

## Сюжет
Идёт Великая Отечественная война. Зимой, в метель поток беженцев, идущий на восток, проходит по деревне Нечаево. Колхозница Дарья Шалихина приглашает к себе переночевать двух женщин с девочкой лет семи. Оказывается, что эта девочка, Валентинка, осталась сиротой: её отца-инженера убили на фронте, а мать и младший братик погибли при бомбёжке города. Хотя у самой Дарьи трое детей, она не выдерживает и предлагает женщинам оставить девочку у неё, решив принять её в свою семью. Муж Дарьи на фронте, она живёт с детьми и дедом (отцом мужа).
Хрупкая, испуганная Валентинка не сразу приживается в семье. Дети — Груша, которая единственная уже ходит в школу, ровесница Валентинки Таиска, маленький Романок — подшучивают над ней и не могут привыкнуть к тому, что Валентинка одета и ведёт себя не так, как деревенские жители. Деда девочка опасается, и только в Дарье видит свою защитницу, хотя и не решается назвать её «мамой». Однако постепенно Валентинка привыкает к деревенскому быту. Она впервые моется в бане, устроенной для детей прямо дома в печке, помогает кормить ягнят и печёт вместе со всеми жаворонков из теста. Валентинка раскрашивает цветами скатерть на кухне и рассказывает детям истории по картинкам, которые она когда-то вырезала из журналов и носит с собой. Она сближается и с детьми Дарьи, и с дедом, который оказывается совсем не страшным. С фронта приходит письмо от мужа Дарьи, который хвалит её за то, что она взяла девочку-сироту в семью.
Когда на реке начинается ледоход, Валентинка спасает Романка, который чуть не уплывает с отошедшей от берега льдиной. Впервые после зимы на улицу выпускают скотину, и Валентинка пугается быка, думая, что он гонится за ней: она кричит «Мама!», и к ней бежит Дарья, хотя Валентинка сама не знает, какую маму она звала, умершую или новую. Наконец, с дедом и детьми она идёт в лес, где впервые видит настоящие подснежники. Она набирает небольшой букет и дома дарит его Дарье, впервые по-настоящему обращаясь к ней «мама».

## Отзывы
Повесть «Девочка из города» называют «по-настоящему зрелым» и «этапным» произведением Воронковой, в котором писательница нашла «верное решение темы детства в трудные годы войны»: «Написанная в годы Великой Отечественной войны, она оказала влияние на послевоенное творчество писательницы, помогла найти верный путь к читателям младшего школьного возраста».
Игорь Мотяшов отмечает, что «самой популярной и долговечной» в творчестве Воронковой оказалась маленькая повесть «Девочка из города», в которой «выразилась не только кровная связь писательницы с борющимся народом», но и «спрессовался весь её прежний опыт». По мнению критика, эта повесть «соединила в себе все достоинства прозы Л. Воронковой», в ней «с большой силой отразились никогда не устаревающие чувства любви к живому, материнской и дочерней привязанности, „вечные“ проблемы смысла жизни, совести, человеческого счастья».
Финский литературовед Бен Хеллман пишет о том, что повесть «Девочка из города» стоит «особняком в детской литературе военного времени»: хотя её автор «тоже мечтала писать о героических русских партизанах и жестоких фашистах, но после нескольких неудачных попыток выбрала другой подход к теме войны». В отличие от общей тенденции тогдашней детской литературы, «Воронкова изображает женщину, которая пытается уберечь детей и даже запрещает им говорить о войне. Для Вали война — травматическое переживание, и любопытство других детей её ранит». Другая важная тема повести — «встреча городского ребенка с сельской жизнью», при этом Валя, способная и трудолюбивая, «достаточно быстро осваивается в новом окружении. Душевная травма заживает, воля к жизни набирает силу». Наконец, кульминацией повести можно считать «момент, когда Валя в первый раз называет приютившую её женщину мамой».
Психолог Александр Лурия в «Лекциях по общей психологии», обсуждая приёмы раскрытия «внутренних смыслов» художественного произведения, приводит в пример последнюю фразу повести Воронковой — слова «Это тебе… мама», обращённые Валентинкой к Дарье:

В этом случае одно слово в фразе «это тебе… мама» означает глубокое изменение в эмоциональной жизни девочки, впервые признавшей чужую женщину матерью, и читающий, который ограничился усвоением внешнего сюжета и не сделал психологического вывода, конечно, не может считаться понявшим этот рассказ.

## Адаптации
В 1982 году был поставлен радиоспектакль по повести (инсценировка — Галина Демыкина, композитор — Ефим Адлер), главные роли озвучили Алексей Консовский (от автора), Ирина Бордукова (Валентинка), Вера Васильева (мать), Борис Толмазов (дед).
В 1984 году по повести был снят цветной художественный фильм «Девочка из города» (режиссёр — Олег Николаевский), в главных ролях выступили Лена Никитина (Валентинка), Наталья Егорова (мать) и Олег Николаевский (дед).